# Brandon Graham
Brandon Lee Graham (Detroit, 3 aprile 1988) è un ex giocatore di football americano statunitense che ha militato nel ruolo di defensive end per tutta la carriera con i Philadelphia Eagles della National Football League (NFL). Fu scelto nel corso del primo giro (13º assoluto) del Draft NFL 2010. Al college ha giocato a football all'Università del Michigan.

## Carriera professionistica

### Philadelphia Eagles
Al draft NFL 2010, Graham fu selezionato come 13ª scelta assoluta dai Philadelphia Eagles. Il 29 luglio 2010 firmò un contratto di 5 anni. Debuttò come professionista il 12 settembre 2010 contro i Green Bay Packers indossando la maglia 54. Il 14 dicembre fu inserito in lista infortunati dopo essersi rotto il legamento crociato anteriore del ginocchio. Fece ritorno nel roster attivo della squadra il 5 novembre 2011. Nella sua seconda stagione disputò 3 partite, mettendo a segno 4 tackle.
Nella stagione 2012, Graham disputò per la prima volta tutte le 16 gare della stagione regolare, sei delle quali come titolare, facendo registrare 38 tackle e 5,5 sack.
Nel 2016, Graham giocò come titolare tutte le gare della stagione regolare, terminando con 59 tackle e 5,5 sack, venendo inserito nel Second-team All-Pro
Il 4 febbraio 2018 allo U.S. Bank Stadium di Minneapolis Graham partì come titolare nel Super Bowl LII vinto contro i New England Patriots per 41-33, il primo trionfo della storia della franchigia. Nel finale di gara fu decisivo mettendo a segno l'unico sack della gara su Tom Brady strappandogli il pallone, poi recuperato dal compagno Derek Barnett, e impedendo il tentativo di rimonta avversario.
Nel 2020 Graham fu convocato per il suo primo Pro Bowl (non disputato a causa della pandemia di COVID-19) dopo avere fatto registrare 46 placcaggi e 8 sack.
Nel 2021 Graham si ruppe il legamento crociato anteriore, perdendo tutta la stagione.
Nella settimana 3 della stagione 2022 Graham mise a segno 2,5 sul suo ex quarterback Carson Wentz nella vittoria sui Washington Commanders, venendo premiato come difensore della NFC della settimana. Ottenne lo stesso riconoscimento nella settimana 14 grazie a 4 placcaggi, 3 sack e un fumble forzato. La sua annata si chiuse con un record in carriera di 11 sack.
Il 10 marzo 2023 Graham firmó un rinnovo di un anno con gli Eagles.
Il 9 marzo 2024 Graham firmò un nuovo contratto annuale con gli Eagles. Nel 12º turno si ruppe il tricipite nella vittoria per 37-20 sui Los Angeles Rams, perdendo il resto della stagione regolare; fino a quel momento aveva messo a segno 13 tackle, 3,5 sack e un fumble forzato. Tornò attivo dalla lista infortunati l'8 febbraio 2025 , in tempo per il Super Bowl LIX vinto contro i Kansas City Chiefs per 44-20.
Il 20 marzo 2025 Graham annunciò il suo ritiro, lasciando come primatista di tutti i tempi degli Eagles per gare disputate in carriera, 206.

## Palmarès

### Franchigia
- Super Bowl : 2

Philadelphia Eagles: LII, LIX
- National Football Conference Championship: 3

Philadelphia Eagles: 2017, 2022, 2024

### Individuale
- Convocazioni al Pro Bowl: 1

2020
- Second-team All-Pro: 1

2016
- Difensore della NFC della settimana: 1

3ª e 14ª del 2022